# Evera 'e sciummo/Sfurtunatiello
Evera 'e sciummo/Sfurtunatiello, pubblicato nel 1959, è un singolo del cantante italiano Mario Trevi

## Tracce
Lato A
- Evera 'e sciummo (Nappo-Buoninconti)[1]

Lato B
- Sfurtunatiello (Serra-Schiano)[2]

Direzione arrangiamenti: M° Mario De Angelis

## Incisioni
Il singolo fu inciso su 78 giri, con marchio Durium- serie Royal (PR 111 - PR 112), e su 45 giri, con marchio Durium- serie Royal (QCN 1077)